# Залізничний провулок
Залізни́чний прову́лок — зниклий провулок, що існував у Жовтневому районі (нині територія Солом'янського району) міста Києва, місцевість Караваєві дачі. Пролягав від Борщагівської вулиці до залізниці.  

## Історія
Провулок виник у 1-й половині XX століття під такою ж назвою. Фактично зник на початку 1970-х років. Офіційно ліквідований 1977 року в зв'язку зі знесенням старої забудови та розширенням Борщагівської вулиці при підготовці до прокладання лінії швидкісного трамвая.